# 圣艾居兰
圣艾居兰（法語：Saint-Aigulin，法語發音：[sɛ̃.t‿ɛɡylɛ̃]）是法国滨海夏朗德省的一个市镇，位于该省东南部，和多尔多涅省接壤，属于容扎克区。

## 地理
圣艾居兰（45°9'25"N, 0°0'37"W）面积28.36 平方千米，位于法国新阿基坦大区滨海夏朗德省，该省份为法国西部滨海省份，北起旺代省，西临大西洋，南至吉倫特省，东南接多爾多涅省，东北接德塞夫勒省接壤，东临夏朗德省。
与圣艾居兰接壤的市镇（或旧市镇、城区）包括：梅迪亚克、拉巴尔德、博斯康南、勒富尤、拉热内图兹、圣马丹德库、拉罗什沙莱、帕尔库勒-舍诺。

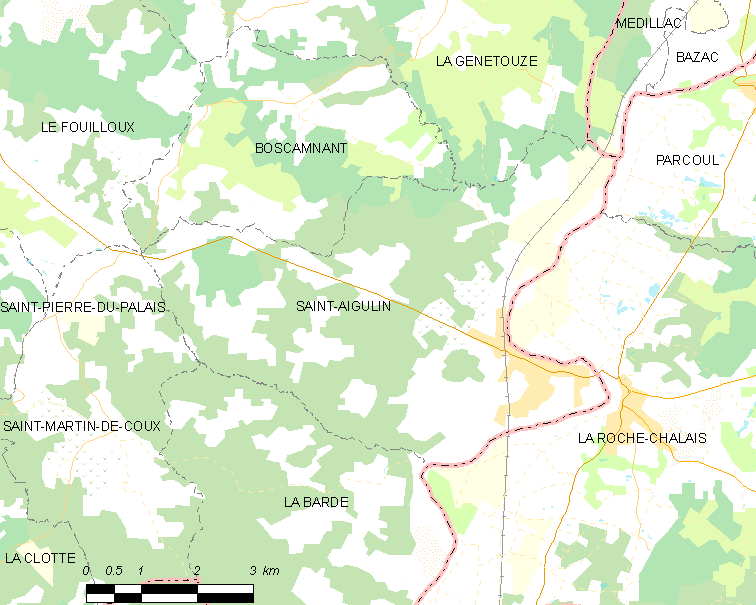
圣艾居兰的OSM定位图

圣艾居兰的时区为UTC+01:00、UTC+02:00（夏令时）。

## 行政
圣艾居兰的邮政编码为17360，INSEE市镇编码为17309。

## 政治
圣艾居兰所属的省级选区为三山县。

## 人口

1962-2008年间圣艾居兰人口变化图示

圣艾居兰于2022年1月1日时的人口数量为1884人。